# Amt Naumburg (Hochstift Naumburg-Zeitz)
Das Amt Naumburg war eine zum Hochstift Naumburg-Zeitz und zwischen 1656/57 und 1718 zum Sekundogenitur-Fürstentum Sachsen-Zeitz gehörige territoriale Verwaltungseinheit des Kurfürstentums Sachsen. Bis zur Abtretung an Preußen im Jahr 1815 bildete es den räumlichen Bezugspunkt für die Einforderung landesherrlicher Abgaben und Frondienste, für Polizei, Rechtsprechung und Heeresfolge.

## Geographische Lage
Das Amt Naumburg bestand aus Streubesitz im Tal der Saale zwischen den Mündungen der Ilm, der Unstrut und der Wethau. Während zum westlich abgetrennten Amtsbezirk Saaleck Orte beiderseits der Saale mit zwei Exklaven gehörten, lag das Weichbild der Stadt Naumburg mit dem Amtsbezirk Schönburg südlich der Saale. Die nördlich angrenzenden Freyburger Amtsorte unterstanden der Gerichtsbarkeit des Amts Naumburg. Der Ort Abtlöbnitz lag abgetrennt südlich des Amts im ernestinischen Amt Camburg.
Das Amtsgebiet liegt heute größtenteils im Land Sachsen-Anhalt im Burgenlandkreis. Lachstedt ist ein Ortsteil der Gemeinde Schmiedehausen im Landkreis Weimarer Land im Freistaat Thüringen.

## Angrenzende Verwaltungseinheiten

### Hauptteil mit Naumburg und dem Amt Schönburg
- Norden: Amt Freyburg (Kurfürstentum Sachsen, ab 1806 Königreich Sachsen)
- Osten: Amt Weißenfels (Kurfürstentum Sachsen, ab 1806 Königreich Sachsen)
- Süden: Kreisamt Eisenberg (Nordteil) (1572 zum Herzogtum Sachsen-Weimar, 1603 zum Herzogtum Sachsen-Altenburg, 1672–1680 und ab 1707 zum Herzogtum Sachsen-Gotha-Altenburg, 1680–1707 zum Herzogtum Sachsen-Eisenberg)
- Südwesten: Teilbesitz Almrich/Flemmingen der Ämter Freyburg und Pforta (Kurfürstentum Sachsen, ab 1806 Königreich Sachsen)
- Westen: Schulamt Pforta (Kurfürstentum Sachsen, ab 1806 Königreich Sachsen)

### Exklaven des Amts Saaleck und Abtlöbnitz
Das Hauptgebiet des Amts Saaleck grenzte im Norden an das kursächsische Amt Pforta, im Osten an die Exklave Rudelsburg/Lengefeld des kursächsischen Amts Eckartsberga, im Süden an das ernestinische Amt Camburg und im Westen an die Exklave Großheringen der Herrschaft Tautenburg bzw. des späteren kursächsischen Amts Tautenburg.
Die zum Amt Saaleck gehörige nördliche Exklave Punschrau war fast vollständig vom kursächsischen Amt Pforta umgeben, nur im Norden grenzte das kursächsische Amt Eckartsberga an.
Die zum Amt Saaleck gehörige südliche Exklave Lachstedt war fast vollständig vom ernestinischen Amt Camburg umgeben, nur im Norden grenzte das zum kursächsischen Amt Tautenburg gehörige Großheringen an.
Der Ort Abtlöbnitz lag mit dem zum Amt Tautenburg gehörigen Ort Mollschütz vollständig im ernestinischen Amt Camburg.

## Geschichte

### Entwicklung des hochstift-naumburgischen Gebiets um die Stadt Naumburg
In der Zeit um 1010 errichteten die Söhne von Ekkehard I. († 1002), der seit 985 Markgraf von Meißen war, auf einer rund 25 m hohen Erhebung am rechten Ufer der Saale nahe der Unstrutmündung den neuen Stammsitz der Ekkehardiner. Das Bauwerk wurde neweburg oder Nuwenburg und später Naumburg genannt. Ausschlag gebend für die Verlegung des Stammsitzes vom Kapellenberg in Kleinjena an der Unstrut an den neuen Standort war die günstige Lage an der Kreuzung mehrerer Handelsstraßen (u. a. der Via Regia). Im Zusammenhang mit dem Bau der Nuwenburg wurde der Ort Naumburg erstmals 1012 urkundlich erwähnt. Seit 1144 wurde Naumburg Stadt genannt.
Im Zuge der Verlegung des Stammsitzes der Ekkehardiner auf das östliche Saaleufer in die Neue Burg nach 1000 erfolgte auch die Verlegung des Hausklosters der Ekkehardiner dorthin. Es gehörte zum 968 durch Kaiser Otto I. begründeten Bistum Zeitz. Das Hauskloster St. Georg neben der Neuen Burg war zu diesem Zeitpunkt das einzige Kloster der Diözese und die erste Benediktinerabtei im Gebiet östlich der Saale. Ekkehards Söhne Hermann und Ekkehard II. gründeten kurz darauf im westlichen Teil des Vorburggeländes eine kleine, der Hl. Maria geweihte Stiftskirche, die zum Jahr 1021 in der Merseburger Bischofschronik als praepositura noviter fundata erwähnt wird. Diese Propstei befand sich an der Stelle des späteren Naumburger Doms. Im Jahre 1028 verlegte König Konrad II. auf Drängen der beiden Brüder den Bischofssitz Zeitz nach Naumburg, das dem Hochstift in diesem Zuge geschenkt wird. Die Verlegung wurde von Papst Johannes XIX. im Dezember 1028 genehmigt. In Zeitz blieb ein Kollegiatstift bestehen. Bald nach der Genehmigung der Verlegung des Bischofssitzes von Zeitz nach Naumburg, wohl im Frühjahr 1029, wurde unmittelbar östlich der Stiftskirche mit dem Bau der ersten frühromanischen Naumburger Kathedrale begonnen.
Kaiser Konrad II. schenkte dem Hochstift im Jahr 1030 den ausgedehnten Wildbann südlich von Naumburg. König Heinrich III. fügte dem Besitz 1040 mehrere Dörfer hinzu, welche den Kern des späteren Hochstiftsgebiets begründeten. Nachdem im Jahre 1046 mit Ekkehard II. das Geschlecht der Ekkehardiner ausstarb, fiel die Burg Naumburg dem Naumburger Bischof zu. Die ersten Naumburger Bischöfe stammten aus dem unmittelbaren Umfeld des Königshofes, wodurch das Kloster mit zahlreichen Schenkungen bedacht wurde.
Mit der Wahl Dietrichs II. von Meißen zum neuen Bischof geriet das Hochstift im Jahr 1243 in den Einfluss der wettinischen Territorialpolitik. Dietrich setzte sich mit Hilfe seines Halbbruders, des wettinischen Markgrafen von Meißen, Heinrich dem Erlauchten, gegen seinen Gegenkandidaten durch. Aufgrund der Territorialinteressen Heinrichs des Erlauchten geriet Bischof Dietrich bald mit diesem in Konflikt. Es begann eine lange Zeit der Besitzveräußerungen durch das Hochstift. 1259 zwang Markgraf Heinrich III. seinen Halbbruder im Vertrag von Seußlitz, das Hochstift Naumburg unter wettinische Schutzherrschaft zu stellen.
Nachdem die Landgrafschaft Thüringen 1264 an die Wettiner gefallen war, war das Hochstift von wettinischem Hoheitsgebiet umgeben. Unter Bischof Bruno von Langenbogen wurde 1285 der Bischofssitz zurück nach Zeitz verlegt. Der offizielle Bistumssitz blieb jedoch weiter in Naumburg. Die bisher von den Bischöfen bewohnte Naumburger Burg wurde 1286 dem Dompropst überlassen.

### Besitzungen des Hochstifts Naumburg-Zeitz an der Saale
Nach der Verlegung des Bischofssitzes nach Naumburg erweiterte das Bistum ab 1028 seine Güter, jedoch konnte sich die territoriale Entfaltung des Hochstifts nur im Raum Zeitz flächenhaft ausbilden, während um Naumburg nur Streubesitz aufgebaut werden konnte. Durch die Schenkung des Ortes Naumburg aus dem Eigenbesitz der Ekkehardiner fasste das Hochstift ab 1028 festen Fuß an der Saale. Mit der Stiftung des neuen Bistumssitzes wurde Naumburg zum Zentrum des bischöflichen Besitzes an der Saale. 1030 erhielt das Hochstift von Kaiser Konrad II. den Wildbann im großen Buchenwald südlich von Naumburg zwischen Saale und Wethau. Wenig später erhielt das Bistum durch königliche Schenkungen im Jahr 1040 den Ort Kösen und kurz darauf mehrere Orte im Gebiet der Wethau. Jedoch gab das auch Besitzungen an neu gegründete Klöster und durch Verlehnungen ab, wie im Fall des 1138 gegründeten Klosters Pforta. Nach den Streitigkeiten zwischen Bischof Dietrich II. und Markgraf Heinrich dem Erlauchten, bei denen das Hochstift 1259 unter wettinische Schutzherrschaft gerät, ist das Hochstift zu zahlreichen Veräußerungen und Verpfändungen seines Besitzes gezwungen. In unmittelbarer Nähe der Stadt Naumburg bleiben auf Dauer nur die Aue in der Saaleniederung und ein schmaler Streifen zwischen Weichau und Wethau in bischöflichem Besitz. Die um die Stadt gelegenen stiftischen Lehen der Grafen von Schwarzburg und der Burggrafen von Meißen gingen 1412 bzw. 1426 größtenteils an das Hochstift über.
In der Stadt Naumburg und in seinem Umfeld stand dem Bischof von Naumburg die hohe und niedere Gerichtsbarkeit zu, die er durch Vögte, Schultheißen und später Richter verwalten ließ. Dieses Weichbildgericht umfasste die Stadt Naumburg und folgenden umfassenden Stadtbezirk: vom Stein auf dem Wethehoyge (bei Wethau) zum Buchholz (dieses liegt außerhalb des Bezirks), von da zur Schweinswarte, weiter zum Eselsweg (Mühlweg) herunter zur Kegelsmühle. Von dort ging es entlang der Kleinen Saale bis zur Saale, weiter zur Weichau und diese hinauf bis zum Stein auf dem Wethehoyge. Ausgenommen waren von diesem waren die Bezirke des Georgsklosters und des Moritzstifts. Seit 1451 wurde die Gerichtsbarkeit von Kroppen (später Wüstung) im unteren Wethautal dazu gezählt.
Östlich von Naumburg bildete seit dem 12. Jahrhundert der Burgward Schönburg mit 12 Dörfern einen größeren stiftischen Güterbezirk an der Grenze zum wettinischen Amt Weißenfels. Die 1137 erstmals erwähnte Burg Schönburg wurde vermutlich von den Bischöfen selbst angelegt, seit 1166 wohnten auf ihr bischöfliche Ministeriale. Seit dem 14. Jahrhundert ist die Burg Sitz eines bischöflichen Amtmanns. Zum bischöflichen Amt Schönburg gehörten neben der Schönburg drei Orte und mehrere Wüstungen.
Mit der Rudelsburg hatten die Bischöfe im 12. Jahrhundert einen südwestlichen Stützpunkt saaleaufwärts, auf dem bischöfliche Burgmannen saßen. Allerdings ging dieser ihnen im 13. Jahrhundert durch Verlehnung an die Markgrafen verloren. Erst 1344 gelangte die benachbarte markgräfliche Burg Saaleck mit Besitzungen in 5 Dörfern in bischöflichen Besitz. Trotz mehrfacher Verpfändung bildete das kleine Amt Saaleck einen festen bischöflichen Besitz.

### Amt Naumburg
Nach der Leipziger Teilung 1485 kam das Hochstift Naumburg und seine Ämter unter die Vogtei des ernestinischen Kurfürstentums Sachsen. Im Zuge der Einführung der Reformation wurde das Kloster St. Georg 1542 aufgelöst, St. Moritz folgte ein Jahr später. Seit 1542 stand dem Hochstift ein evangelischer Bischof vor, das Domkapitel in Naumburg wurde in evangelisches Stift umgewandelt. Der Streubesitz der Naumburger Bischöfe um ihre Bischofskirche an der Saale wurde 1544 im „Amt Naumburg“ zusammengefasst, in dem somit die älteren Ämter Schönburg und Saaleck, der Besitz der säkularisierten Klöster St. Georg und St. Moritz sowie das städtische Weichbild aufgingen.
Durch die Wittenberger Kapitulation im Jahr 1547 nahm der Einfluss der Ernestiner auf das Hochstift Naumburg gegenüber dem nun albertinischen Kurfürstentum Sachsen ab. Der albertinische Herzog und nunmehrige Kurfürst Moritz von Sachsen erhielt die Schutzherrschaft über das Stiftsland Naumburg-Zeitz. Nach dem Tod des letzten Naumburger Bischofs Julius von Pflug im Jahre 1564 ging das Hochstift mit seinen Ämtern an den albertinischen Kurfürsten August I. von Sachsen als Administrator über. Es wurde somit Nebenland des Kurfürstentums Sachsen, welches keinem kursächsischen Kreis zugeordnet war. Zwischen 1656/57 und 1718 gehörte das Amt Naumburg zum wettinischen Sekundogenitur-Fürstentum Sachsen-Zeitz. Für den abgetrennt liegenden Amtsbezirk Saaleck blieb eine eigenständige Verwaltung bis 1659 bestehen.
Mit der Ernennung des Kurfürstentums Sachsen zum Königreich gehörte das Amt Naumburg ab 1806 zum Königreich Sachsen.

### Auflösung des Amts Naumburg und Abtretung an Preußen
1814 wurde das Naumburger Stiftsgebiet als Teil des Königreichs Sachsen unter Generalgouverneur Nikolai Grigorjewitsch Repnin-Wolkonski aufgelöst. Nach der Niederlage Napoleons musste das mit ihm verbündete Königreich Sachsen nach dem Beschluss des Wiener Kongresses im Jahr 1815 einen großen Teil seines Gebietes, darunter das Amt Naumburg, an das Königreich Preußen abtreten. Das Amt Naumburg wurde zum überwiegenden Teil dem 1818 neu gebildeten Kreis Naumburg im Regierungsbezirk Merseburg der Provinz Sachsen zugeteilt. Der vom ernestinischen Amt Camburg umgebene Ort Abtlöbnitz bildete seitdem mit dem ebenfalls an Preußen abgetretenen Ort Mollschütz eine preußische Exklave.
In der Schlussakte des Kongresses und in dem Vertrag vom 1. Juni 1815 wurde festgelegt, dass Preußen innerhalb von 14 Tagen nach Unterzeichnung des Vertrags u. a. den bisher als Exklave zum Amt Naumburg gehörigen Ort Lachstedt an das Großherzogtum Sachsen-Weimar-Eisenach abzutreten habe. Das Großherzogtum gliederte den Ort dem Amt Dornburg an.

## Bestandteile

### Weichbildgericht Naumburg
bestehend aus drei Teilen:
- die eigentliche Stadt Naumburg (steht unter der Ratsgerichtsbarkeit mit dem Schloss)
- die Herrenfreiheit mit der Domkirche und der Domschule
- die Vorstadt (unter der Gerichtsbarkeit von Rat, Freiheit, Dompropsteikirche und der Ämter Naumburg und Pforta geteilt)

Wüstungen
- Kroppen (bei Schönburg)[11]
- Bertoldsrode (vermutlich bei Naumburg)
- Rödichen, Rostewitz (bei Naumburg)

### Amt Schönburg
Burgen
- Burg Schönburg

Orte
- Schönburg
- Possenhain
- Plotha (links des Kötschbachs)

Wüstungen
- Babendorf
- Böllnitz
- Bohndorf
- Gröbitz (Anteil des Burgwards Schönburg)
- Kathewitz
- Öblitz
- Pfaffendorf
- Possenhain (zwei von drei Dörfern gleichen Namens)

### Amt Saaleck
Burgen
- Burg Saaleck

Dörfer
- Kleinheringen
- Lachstedt (Exklave)
- Lengefeld (bis 1483)[12]
- Punschrau (Exklave)
- Rödigen
- Saaleck

Vorwerke
- Kreipitzsch (Vorwerk der nicht zum Amt gehörigen Rudelsburg)
- Stendorf  (Vorwerk der Burg Saaleck)

Wüstungen
- Döben und Hohendorf (bei Saaleck)[13][14]

### Klöster, Kirchen und deren Besitzungen
Klöster und bedeutende Kirchen
- Kloster St. Georg (Naumburg)
- Marienstift Naumburg (Kollegiatstift)
- Moritzkloster Naumburg
- Naumburger Dom

Orte
- Abtlöbnitz (Rechte am Dorf 1465 bis 1544 beim Kloster St. Georg, Rechte an der Flur gehörte ins ernestinische Amt Camburg)[15]
- Grochlitz (vor der Säkularisation im Besitz des Domkapitels)

### Orte unter der Gerichtsbarkeit des Amts Naumburg
Folgende Orte im wettinischen Amt Freyburg unterstanden der Gerichtsbarkeit des Amts Naumburg:
- Kleinwilsdorf (bis auf zwei Häuser)[17]
- Großjena[18]
- Kleinjena[19]
- Schellsitz